# أوين موليغان
أوين موليغان (بالإنجليزية: Eoin Mulligan)‏ هو لاعب كرة القدم الغالية بريطاني، ولد في 3 يونيو 1981 في مقاطعة تيرون في المملكة المتحدة.